# Burá Nogueira
Jorge Braíma Candé Nogueira znany jako Burá (ur. 22 grudnia 1995 w Nhacrze) – piłkarz z Gwinei Bissau grający na pozycji defensywnego pomocnika. Od 2019 jest zawodnikiem klubu SC Farense.

## Kariera klubowa
Swoją karierę piłkarską Burá rozpoczął w klubie Estrela Negra Bissau. W 2013 roku zadebiutował w jego barwach w drugiej lidze Gwinei Bissau i w debiutanckim sezonie awansował z nim do pierwszej ligi. W 2015 roku przeszedł do Benfiki Bissau. W sezonie 2015 wywalczył z nim mistrzostwo Gwinei Bissau oraz zdobył Puchar Gwinei Bissau.
W 2016 roku Burá wyjechał do Portugalii, a jego pierwszym klubem w tym kraju był czwartoligowy CF Os Vilanovenses, w którym grał do 2017. Latem 2017 przeszedł do trzecioligowego Oriental. Swój debiut w nim zaliczył 10 września 2017 w zwycięskim 1:0 wyjazdowym meczu z Estrelą Vendas Novas. W sezonie 2018/2019 był wypożyczony do pierwszoligowego CD Aves, jednak nie zaliczył w nim debiutu.
Latem 2019 Burá przeszedł do drugoligowego SC Farense. Swój debiut w nim zanotował 25 sierpnia 2019 w przegranym 1:3 domowym meczu z FC Porto B. W sezonie 2019/2020 awansował z Farense do pierwszej ligi, a w sezonie 2020/2021 spadł z nim do drugiej ligi.
| Sezon   | Klub                 | Kraj          | Rozgrywki           | Mecze | Gole |
| ------- | -------------------- | ------------- | ------------------- | ----- | ---- |
| 2013    | Estrela Negra Bissau | Gwinea Bissau | 2. liga             | ?     | ?    |
| 2014    | Estrela Negra Bissau | Gwinea Bissau | Campeonato Nacional | ?     | ?    |
| 2015    | Benfica Bissau       | Gwinea Bissau | Campeonato Nacional | ?     | ?    |
| 2016    | Benfica Bissau       | Gwinea Bissau | Campeonato Nacional | ?     | ?    |
| 2016/17 | CF Os Vilanovenses   | Portugalia    | Terceira Divisão    | ?     | ?    |
| 2017/18 | Oriental             | Portugalia    | Segunda Divisão     | 27    | 8    |
| 2018/19 | CD Aves              | Portugalia    | Primeira Liga       | 0     | 0    |
| 2019/20 | SC Farense           | Portugalia    | Liga Portugal 2     | 10    | 0    |
| 2020/21 | SC Farense           | Portugalia    | Primeira Liga       | 15    | 0    |

## Kariera reprezentacyjna
W reprezentacji Gwinei Bissau Burá zadebiutował 20 czerwca 2015 w zremisowanym 1:1 meczu Mistrzostw Narodów Afryki 2016 z Mali, rozegranym w Bissau. W 2019 roku był w kadrze na Puchar Narodów Afryki 2019. Rozegrał na nim dwa mecze grupowe: z Beninem (0:0) i z Ghaną (0:2).
W 2022 roku Burá został powołany do kadry na Puchar Narodów Afryki 2021. Na tym turnieju wystąpił w trzech meczach grupowych: z Sudanem (0:0), z Egiptem (0:1) i z Nigerią (0:2).